# Meia-lua de frente
 (décembre 2022).
Si vous disposez d'ouvrages ou d'articles de référence ou si vous connaissez des sites web de qualité traitant du thème abordé ici, merci de compléter l'article en donnant les références utiles à sa vérifiabilité et en les liant à la section « Notes et références ».
La meia-lua de frente ("demi-lune de face", en portugais) est un coup de pied semi-circulaire commun en capoeira qui consiste à frapper l'adversaire avec le talon en faisant un mouvement circulaire de l'extérieur vers l'intérieur en gardant les hanches de face.
La jambe doit être stoppée et pliée quand elle passe devant le genou pour prévenir les contre-attaques. La meia-lua de frente est généralement exécutée à mi-hauteur.

## Meia-lua de chão
La meia-lua de chão ("demi-lune de sol") est une variante de la meia-lua de frente qui se fait à partir de la position de queda de quatro.